# Wittenberg
Wittenberg (formellt Lutherstadt Wittenberg) är en stad i östra Tyskland, belägen vid floden Elbe i Landkreis Wittenberg i förbundslandet Sachsen-Anhalt, knappt 100 kilometer sydväst om Berlin och omkring 70 kilometer nordost om Leipzig.
Wittenberg fick ställning som ett av de viktigaste centra för politik, kultur och konst under 1500-talet. Staden var platsen för reformationen i Gamla stan och byggnader från olika epoker räknas som de mest betydande platserna för den tyska historien. Platser där Martin Luther, Philipp Melanchthon och Lucas Cranach den äldre verkat har genom århundraden haft många internationella besökare. Wittenbergs universitet och universitetet i Halle är numera sammanslagna, och har fått namnet Martin-Luther-Universität Halle-Wittenberg. Lutherhuset, Melanchthonhuset, stadskyrkan och slottskyrkan är sedan 1996 upptagna som Unescos världsarv.
Wittenberg var huvudstad för de sachsiska kurfurstarna, hertigdöme och kurfursteresidens för Sachsen-Wittenberg. Senare kom staden att bli centrum för kemiindustrin och en viktig järnvägsknutpunkt på sträckorna Berlin-Leipzig och Magdeburg-Dresden.

## Historia

### Fram till 1100-talet

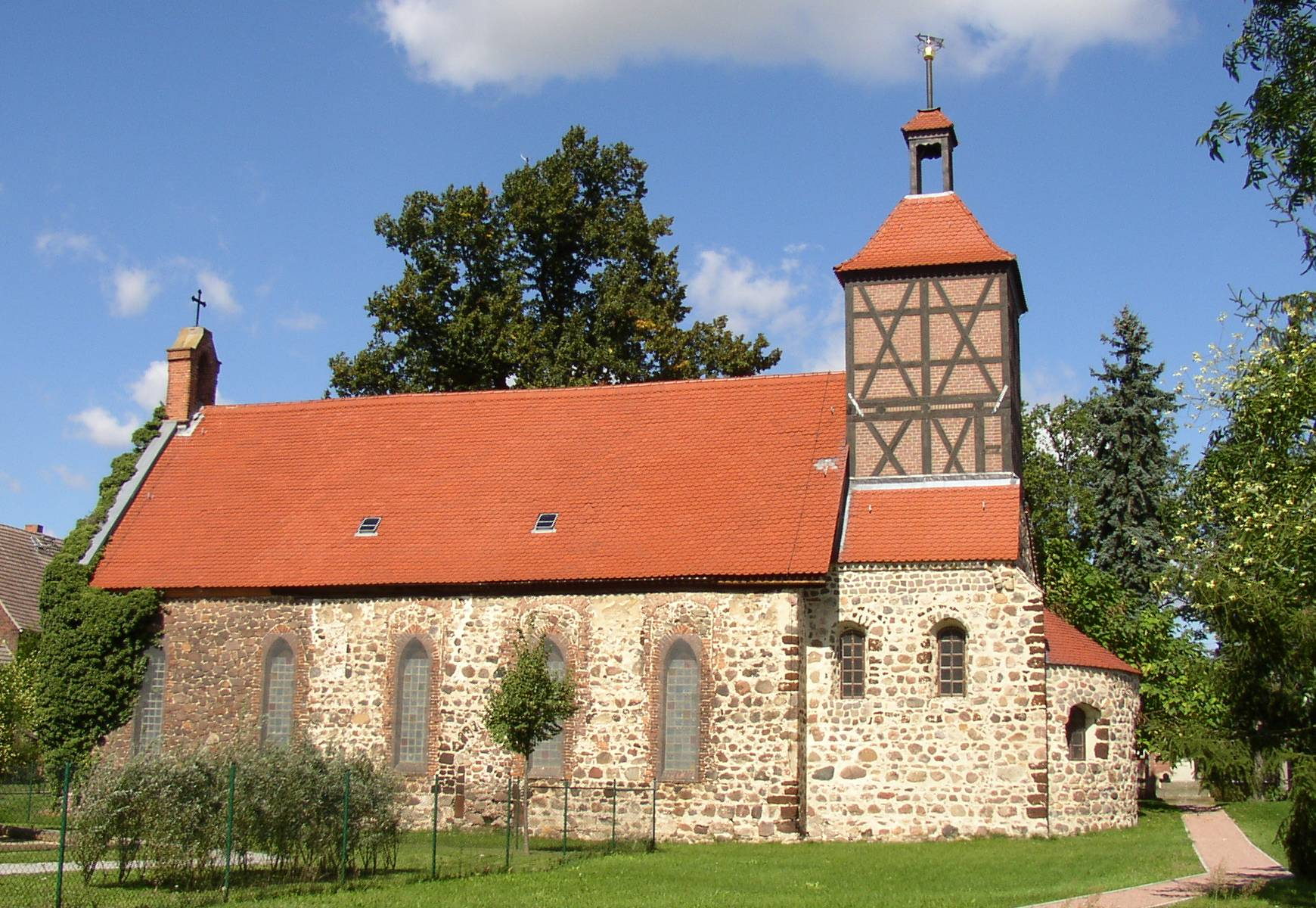
Kyrkan i Seegrehna

Arkeologiska fynd från olika förhistoriska epoker tyder på en förhistorisk bosättning i området för omkring 10 000 år sedan. I en handling daterad den 12 april 965 (det förmodas att det sannolikt är en förfalskning från år 1000) anges att området ligger i dagens Wittenberg, vid tiden för grundandet av det slaviska Nizizidistriktet. Detta sträckte sig längs Elbe från mynningen i Svarta Elster (i öst) till mynningen av floden Mulde (i väst). Den första tillförlitliga källan som anger stadens läge dateras till mellan åren 973 och 1004.
Där nämns de nuvarande stadsdelarna Pratau (Broth, 973) och Seegrehna (Grodisti, 1004). Det första omnämnandet av namnet Wittenberg kan hittas så tidigt som år 1174, när en greve Thiedrich von Wittburc nämns. Det som uppenbarligen utgjorde borgcentrum nämns i ett dokument av biskopen i Brandenburg avseende klostret Leitzkau år 1187. Dessutom nämns en kyrka, som betraktas som en föregångare till dagens kyrka.

### Från 1200 till 1500

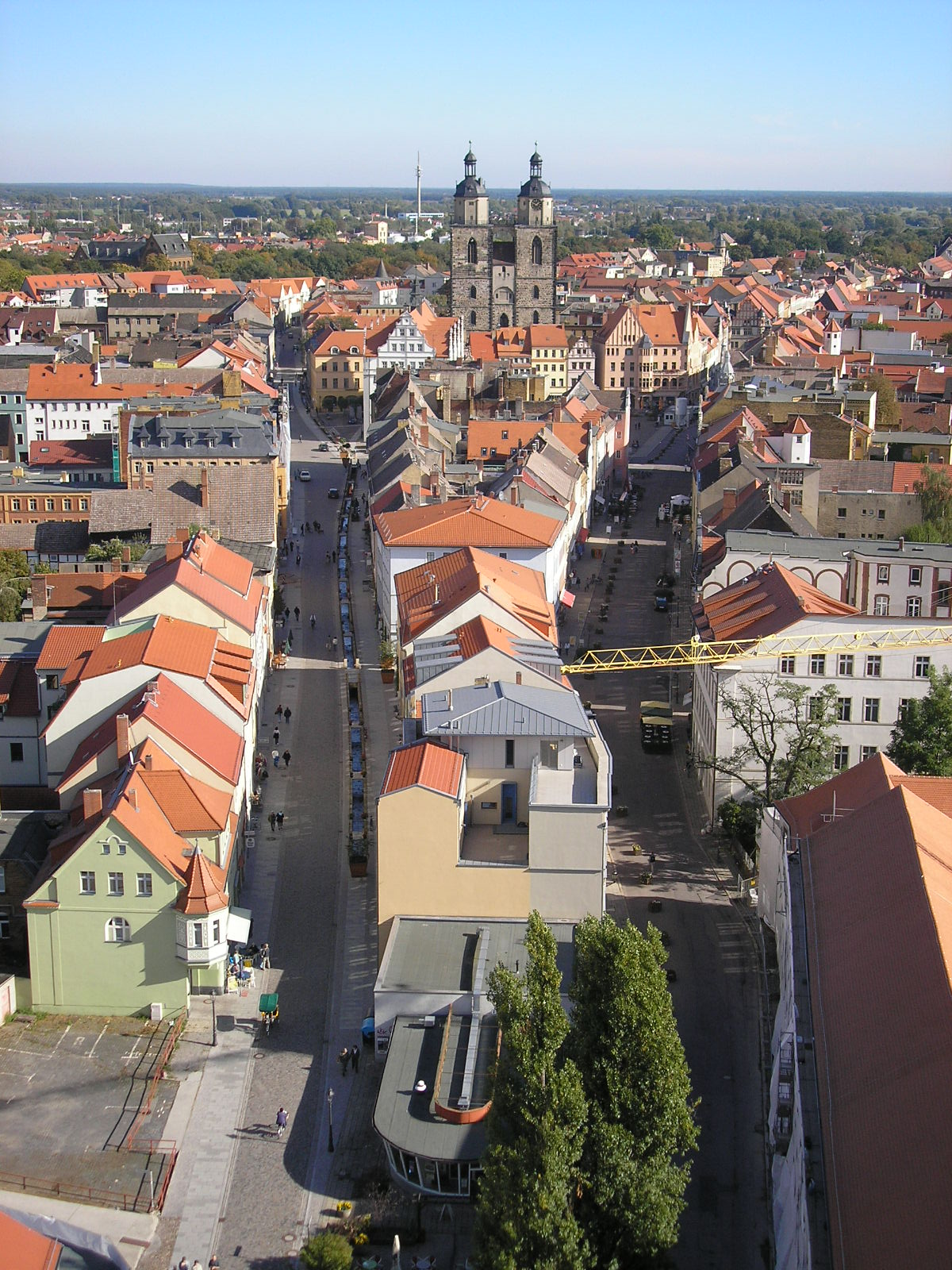
Wittenbergs gamla stadskärna

Stadens utveckling är nära förbunden med fursteätten Askanien. När Bernhard III av Sachsen år 1180 erhöll hertigdömet Sachsen ärvde hans son Albrekt I Wittenbergdistriktet och hertigdömet Sachsen. Enligt ett dokument från den 11 september 1227 byggde hans fru ett franciskankloster, vilket fick en privilegierad ställning av ätten Askanien. Sonen Albrekt II, som regerade Sachsen-Lauenburg tillsammans med sin bror Johan I, erhöll 1288 av sin svärfar Rudolf von Habsburg pfalzgrevskapet Sachsen för sin sons räkning.
Då Albrekt II ständigt uppehöll sig i Wittenberg, blev staden residensstad för hertigdömet Sachsen-Wittenberg och det uppstod en diskussion med Sachsen-Lauenburgska linjen. Wittenberg utvecklades genom byggmästare, hantverkare och köpmän, och genom sitt gynnsamma läge, till en väletablerad ort. För att säkra lojaliteten hos sina undersåtar, tilldelade Albrekt II Wittenberg stadsrättigheter den 27 juni 1293. Därigenom kunde en borgarklass utvecklas bland stadens invånare.
Genom ytterligare privilegier ökade Wittenbergbornas inflytande och en självförvaltning utvecklades, vilket första gången visade sig genom ett råd år 1317. År 1332 erhöll staden ytterligare rättigheter och kunde därigenom utveckla skråna för bagare, slaktare, skomakare och skräddare och 1354 fick staden marknadsrättigheter. Staden fick genom stadsrättigheterna tillstånd att bygga en stadsmur. Därigenom kunde hussiterna år 1429 enbart belägra staden, men inte inta den.

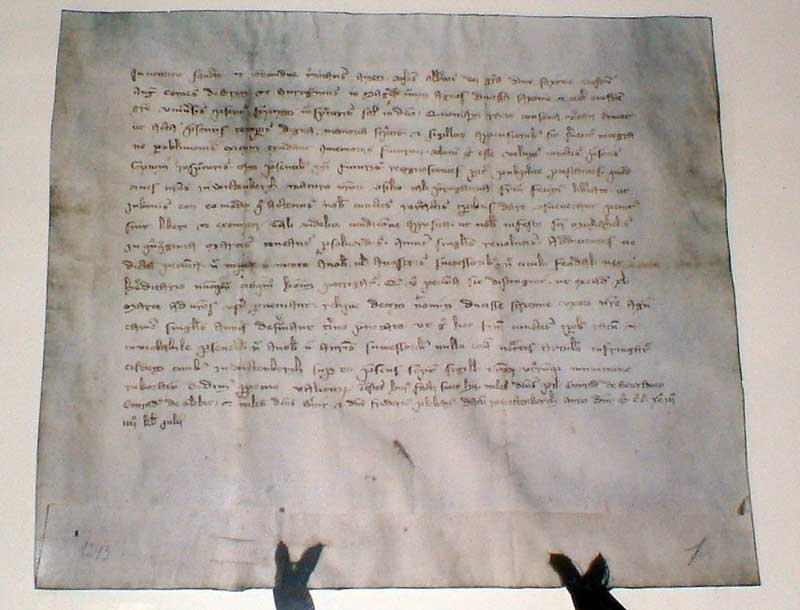
Wittenbergs stadsrättigheter från den 27 juni 1293.

Trots fursteätten Askaniens minskade inflytande över staden genom de ökade privilegierna, spelade de en allt större roll inom rikspolitiken. Framför allt kunde Rudolf I genom en skicklig territoriell politik upphöja Sachsen-Wittenberg från hertigdöme till kurfurstendömet Sachsen år 1356. Därigenom erhöll Wittenberg status som kursachsisk huvudstad. Detta läge kvarstod dock inte länge. Efter Albrekt III:s död 1422 förlorade ätten Askanien den sachsiska kurfurstevärdigheten till dynastin Wettin. Därigenom förlorades även statusen som kurfurstlig residensstad. Fredrik den stridbare bekräftade alla tidigare förvärvade rättigheter och utökade dem år 1444.
Genom den leipzigska delningen år 1485 delades ätten Wettin i två linjer - Ernestiner och Albertiner. År 1486 övertog Fredrik den vise kurfurstevärdigheten. Därmed blev Wittenberg fortsatt kurfurstlig residensstad och staden började expandera. År 1487 byggdes en ny bro över Elbe och år 1490 började kurfursten använda det gamla Askanierslottet som sitt nya residensslott och en ny slottskyrka uppfördes. Likaså byggdes Wittenbergs befästningsverk ut.

### Från 1500 till 1600

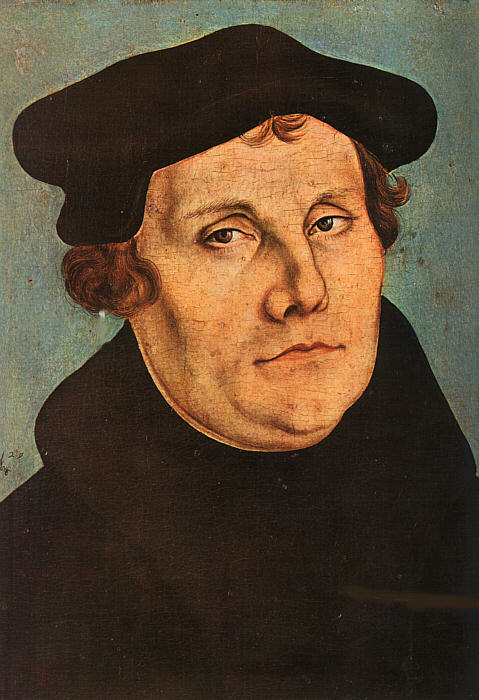
Lucas Cranach den äldres Porträtt av Martin Luther från 1529 (Uffizierna).

I början av 1500-talet hade Wittenberg utvecklats till en stark fästning vid mitten av Elbe. Dessutom hade den blivit en betydande medelstor stad, där det bodde över 2 000 invånare. 1502 beslöt Fredrik den vise att uppföra Wittenbergs universitet i sitt nya residens. Universitetet var det första i riket som inte uppfördes av kyrkan. Från och med nu var det kurfurstliga hovet en magnet för kreativa krafter. Utvecklingen stöddes genom uppförandet av Fridericianum som universitetets första byggnad år 1503 och Schwarzen Klosters (Svarta klostret) år 1504.
Utöver Lucas Cranach d.ä., som kom till staden år 1505, drogs också Martin Luther till den expanderande staden. Boktryckarkonsten hade etablerats och staden upplevde en kraftig uppgång, såväl ekonomiskt som intellektuellt. Denna tendens förstärktes när Luther offentliggjorde sina 95 teser den 31 oktober 1517. Detta utövade en stor dragningskraft på många lärda och studenter, vilket gjorde Wittenbergs akademi till en av de mest betydelsefulla under 1500-talet. Det var ett modernt humanistiskt universitet, vid vilket Philipp Melanchthon undervisade och som besöktes av de främsta lärda, liksom av stora furstar.
Som födelseort för reformationen erhöll Wittenberg genom Luthers avvisande av den romersk-katolska kyrkan bannbullan Exsurge Domine av påven Leo X. Wittenberg, som skämtsamt kallas "protestanternas Rom", inspirerade hela världen.
Även sedan Wittenberg efter Fredrik den vises död fick överge sin funktion som sachsisk huvudstad till Torgau, behöll den sin ställning som centrum för reformationsrörelsen. Genom ökande krav från den växande befolkningen, i en på den tiden ytmässigt begränsad stad, skedde stora byggnadsarbeten. 1526 påbörjades en utbyggnad av fästningsanläggningarna. Ett nytt rådhus uppfördes och under senare delen av 1500-talet anlades en dricksvattenanläggning med vattenrör.

### Från 1600 till 1800

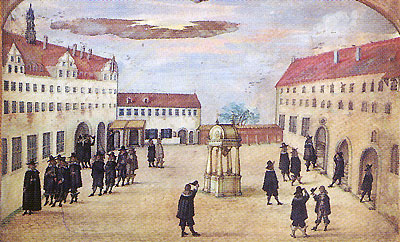
Wittenbergs universitet under 1600-talet.

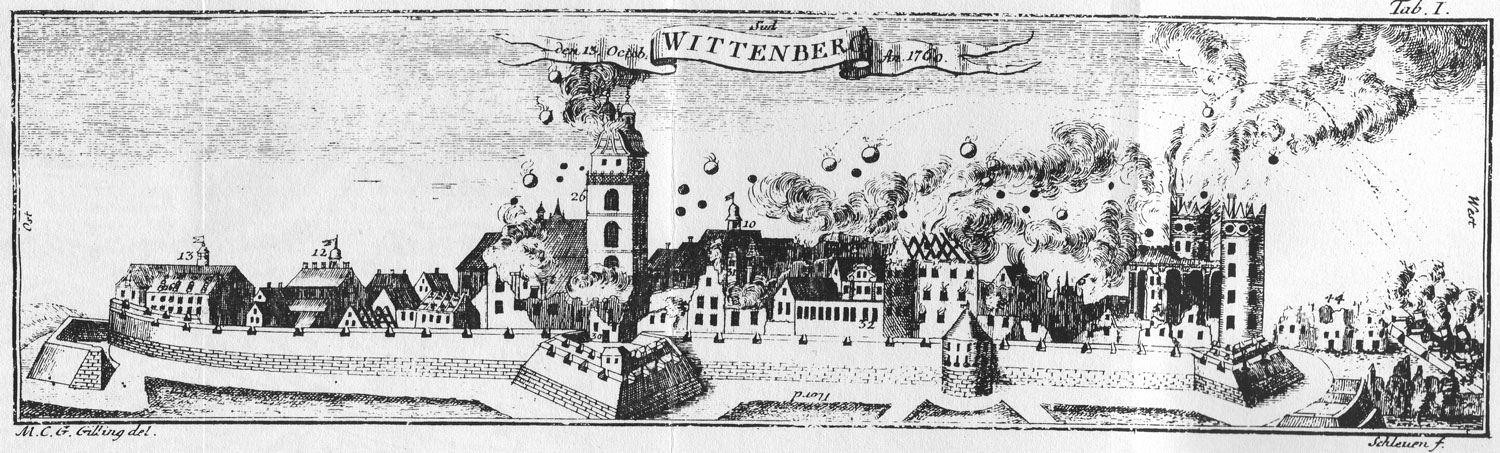
Wittenberg under beskjutningen 1760.

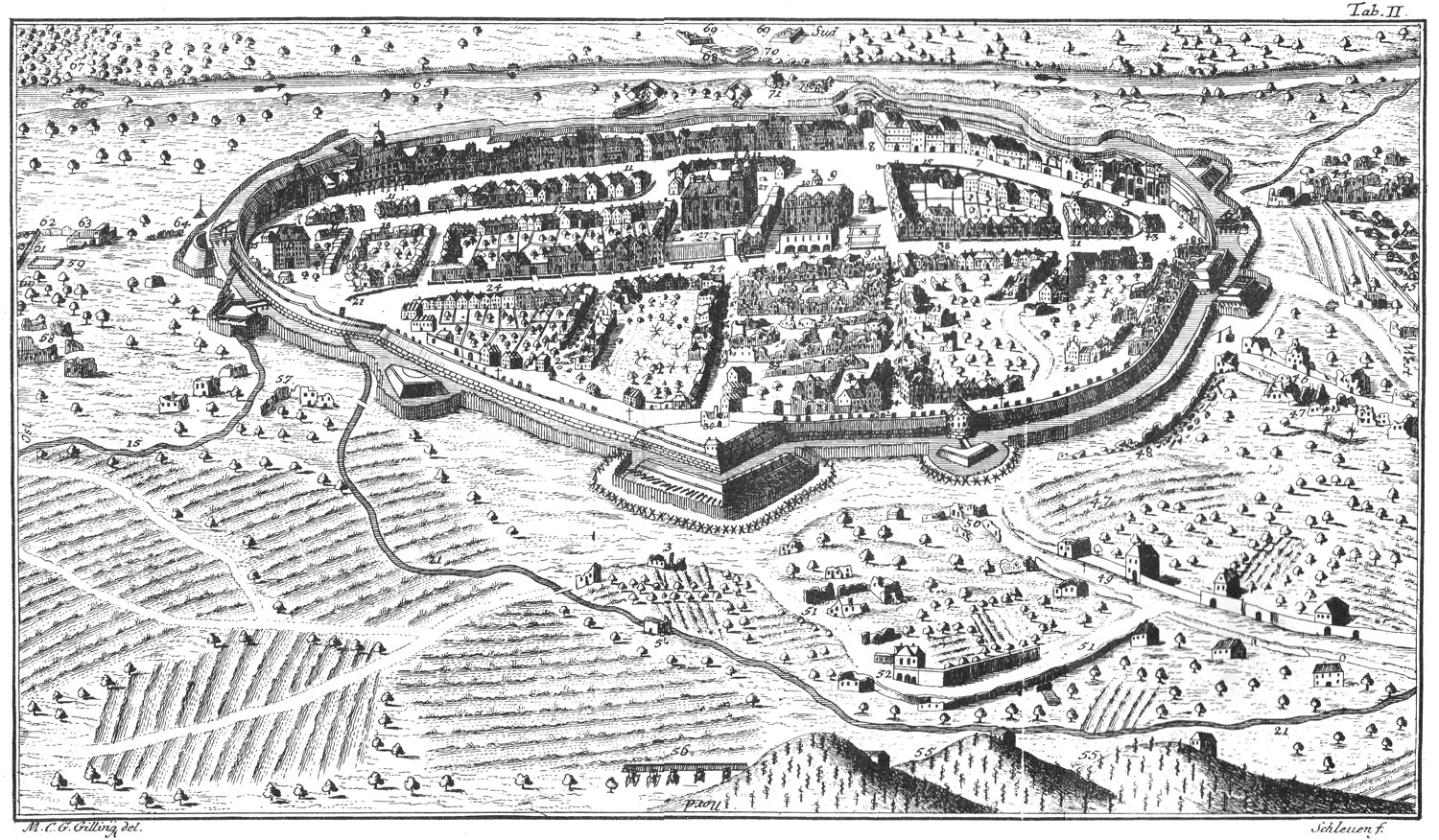
Wittenberg efter beskjutningen 1760.

I början av 1600-talet flyttade många betydande studenter till staden, men genom trettioåriga krigets utbrott skedde en förändring. För att förbereda sig för en militär konflikt förstärktes år 1626 fästningsmurarna och fästningens besättning förstärktes med stridsutbildade stadsbor. Även om Wittenberg kom lindringt undan, led de omkringliggande mindre orterna av brandskattning. Deras befolkningar sökte sin tillflykt bakom stadens murar. Befolkningen minskade till följd av näringsbrist och flera utbrott av pest. Trots detta kunde staden försvara sig mot angreppet från den svenska armén under ledning av Johan Banér år 1637. När angreppet misslyckats brände svenskarna den 17 januari träbron över Elbe, vilken uppförts av Fredrik den vise.
De militära händelserna och dess följder påverkade också universitetsmiljön. Det skedde allt oftare blodiga sammanstötningar mellan studenter och de i staden inkvarterade soldaterna. Till följd av detta hade bödeln fullt upp. Utöver detta kom de ökande häxprocesserna, under vilka många människor gick en kvalfull död till mötes på stadens torg. När det akademiska livet kunde återupptas, bland annat genom professorn Abraham Calovius, märktes också en viss ekonomisk återhämtning i staden.
Staden hemsöktes av stora nordiska kriget, men övervann snabbt den svenska belägringen. Kända studenter som Anton Wilhelm Amo och Gotthold Ephraim Lessing visar vilken attraktionskraft Wittenberg hade. I början av sjuårskriget utsattes Wittenberg för flera belägringar, vilket ledde till att Preussen kom i besittning av fästningen den 27 augusti 1759. Sedan förstäderna bränts ned, för att därigenom få fritt skottfält, kapitulerade staden år 1760 för riksarmén. Den 13 oktober 1760 besköts Wittenberg och slottet och kyrkan brändes ner, liksom en stor del av husen. Dörren på vilken Luther spikat upp sina teser förstördes av elden. Den preussiska armén kapitulerade.
1764 beslöt den sachsiska regeringen att den svårt skadade fästningen skulle restaureras. Återuppbyggnadsarbetena drog ut på tiden. Först den 6 augusti 1770 kunde Wittenbergs slott återinvigas i senbarock stil. Elbebron, som förstörts under trettioåriga kriget, kunde börja brukas igen år 1787 efter tre års byggnadsarbeten. Studenterna minskade i den förstörda staden och 1795 uppgick antalet studenter vid universitetet till 366.

### Från 1800 till 1900

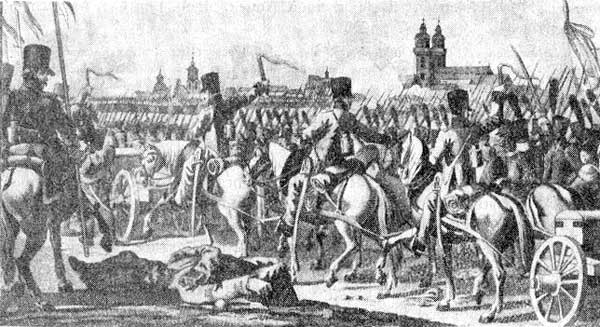
Preussiska trupper utanför Wittenberg.

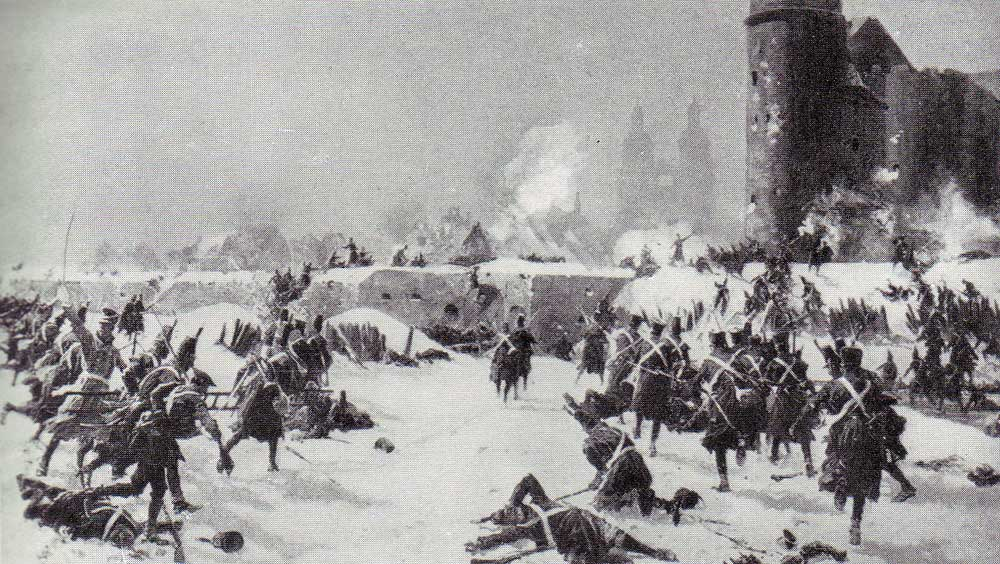
Stormningen av Wittenberg.

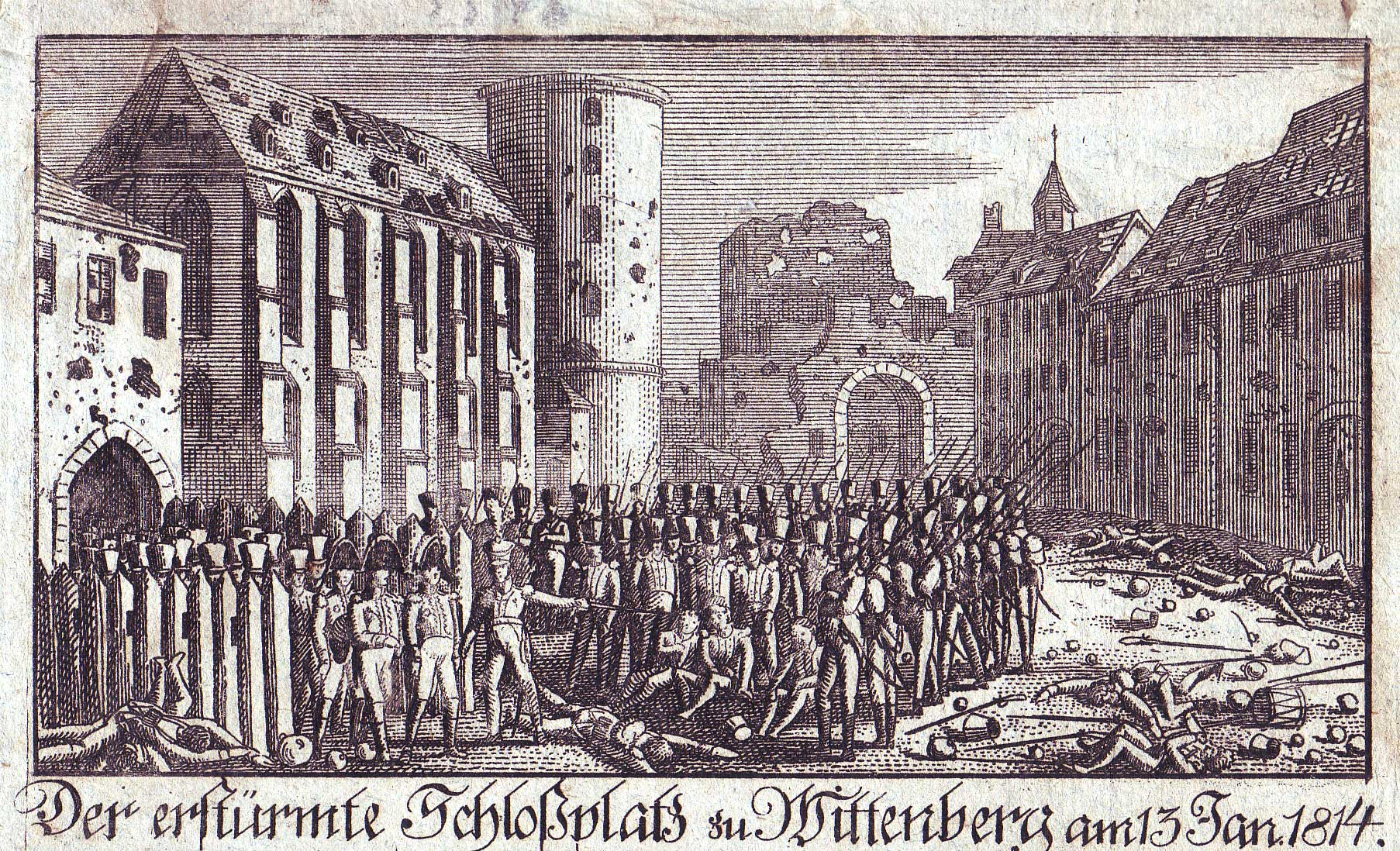
Wittenbergs slottsplats efter stormningen.

Sedan den preussisk-sachsiska armén besegrats av Napoleon vid slaget vid Jena-Auerstedt den 14 oktober 1806 underställde sig den sachsiske kurfursten Fredrik August Napoleon. Han slöt fred med Napoleon den 11 december 1806 och skrev under Rhenförbundstraktaten. Napoleon utsåg Fredrik August till kung över Sachsen och Fredrik August blev Napoleons allierade. sedan Napoleon besökt staden den 23 oktober 1806 byggdes fästningen ut under hans befäl. Wittenbergs universitet flyttade till Bad Schmiedeberg och Wittenbergs invånare fick bereda inkvartering åt de franska trupperna. Fortsättningsvis utgjorde Wittenberg ett franskt genomgångskvarter och wittenbergborna måste sörja för deras försörjning. Totalt marscherade 160 000 fransmän genom staden, varav 60 000 utgjorde fast styrka i fästningen.
Under befrielsekriget stod Wittenberg åter i offentlighetens ljus. Jean François Cornu de Lapoype, som blivit Wittenbergs kommendant den 20 mars 1813, lät den 6 april rasera 900 hus i de omkringliggande städerna för att få fritt skottfält. Då fördrivningen av invånarna den 5 april tidvis var våldsam blev de upprörda, särskilt som de inte fick möjlighet att ta med sig det nödvändigaste. Efter slaget vid Wartenburg förstärktes motståndarnas angrepp på fästningen och den 25 september utsattes staden för häftig beskjutning av preussarna. Medan kommendanten in Torgau kapitulerade, avvisades detta av Lapoype i Wittenberg. I själva staden fanns ett växande behov, vattenförsörjningen var förstörd och livsmedlen måste ransoneras. Förstöring, elände, sjukdom och hunger var ständigt närvarande i den belägrade staden.
Sedan kommendanten den 12 februari 1814 åter uppmanats att kapitulera, vilket avvisades, följde en intensiv beskjutning av staden, vilken varade mellan klockan tolv på dagen och klockan ett på natten. Under denna tid sköts 2 477 kanonskott mot staden. Under överinseende av generalen Bogislav Friedrich Emanuel von Tauentzien och prins August av Preussen, och under ledning av generalen Leopold Wilhelm von Dobschütz, stormades staden klockan ett på natten. Efter en förlust av 100 soldater och åtta officerare erövrade Preussen staden och Lapoype fängslades i slottets källare. Även Lapoypes förluster var stora: I oktober 1813 uppgick trupperna till 3 000 soldater, men efter erövringen var enbart 2 000 stridsdugliga och 800 man låg på lasarett. Samma dag fördes guvernören till Tauentziens högkvarter i Coswig för förhör. Resultatet av denna konflikt var att alla 259 husen i förstäderna och 37 hus i innerstaden förstördes. 100 000 träd fälldes till följd av Lapoypes skyddsåtgärder, inklusive Luthereken. Dödligheten ökade från oktober 1813 fyra gånger mot normalt, vilket gjorde att befolkningen minskade med en tredjedel.
Efter Wienkongressens beslut tillföll en femtedel av Sachsens yta, däribland Wittenberg, Preussen. 1817 fattade Fredrik Vilhelm III av Preussen beslutet att Wittenbergs universitet skulle upplösas och gå samman med Halles högskola. Som ersättning fick Wittenberg ett evangeliskt seminarium och 1820 blev staden garnisonsort för 26. infanteriregementet. Wittenbergs slott byggdes om till kaserner och även de gamla universitetsbyggnaderna fick tjänstgöra som kaserner.
Wittenberg genomgick den för den tiden typiska omvandlingen som fästningsstad. Skolor och gymnasier utvecklades. En ny Elbebro byggdes 1847. Genom invigningen den 28 augusti 1841 av den första sträckan av Berlin-Anhaltischerjärnvägen fick Wittenberg en förbindelse med det tyska järnvägsnätet. Inte heller utbrottet av tyska marsrevolutionen 1848 gick spårlöst förbi. Därefter följde grundanden av flera politiska organisationer. sedan den första Tyska Evangeliska Kyrkodagen grundats i slottskyrkan, grundades vid den andra evangeliska kyrkodagen den Inre missionen av Johann Hinrich Wichern, vilken utgör en föregångare för dagens diakoniska arbete.
På befallning av kejsaren Vilhelm I påbörjades rivningen av befästningsmurarna den 11 juni 1873. Där murarna stått anlades grönytor. 1876 kopplades Wittenberg in på telegraflinjen mellan Berlin och Halle och 1893 uppfördes en ny postbyggnad. Genom stadens gynnsamma läge kom det att anläggas en sprängämnesfabrik i staden 1894, liksom mekanisk industri, ett gjuteri och en gummifabrik.

### Från 1900
Industrialiseringen, som inletts under 1800-talet, fortsatte under 1900-talet. 1906 startade en chokladfabrik och 1915 uppfördes en kvävefabrik. Elektrifiering av staden skedde genom etablerandet av stadens elverk.
1919 kom Wittenberg tillfälligt att förlora sin status som garnisonsort. Genom industrialiseringen växte befolkningen och den 1 april 1922 blev Wittenberg kretsfri stad. Därpå beslöt magistraten och stadsfullmäktige i maj 1922 att anta namnet "Lutherstaden Wittenberg". Det officiella antagandet kom dock att dröja till 1938.
Den 13 juni 1935 inträffade en svår explosion i sprängämnesfabriken med många dödsoffer och skadade. Samma år anlades en flygplanstillverkning till staden. 1936 blev Wittenberg åter garnisonsort. 1944 bombades de östra delarna av staden av engelsk-amerikanska bombplan. Innan Röda armén marscherade in den 26 april 1945 sprängdes broarna över Elbe. Efter den ryska arméns intåg skedde, liksom i flera andra tyska städer, övergrepp på befolkningen.

## Sevärdheter
- Slottet och Slottskyrkan
- Stadskyrkan
- Stadshuset
- Melanchthonhuset
- Cranachgården
- Hundertwasserskolan
- Hamlethuset
- Universitet "Leucorea" Wittenberg
- Lutherhuset
- Rådhuset och Marknadsplatsen

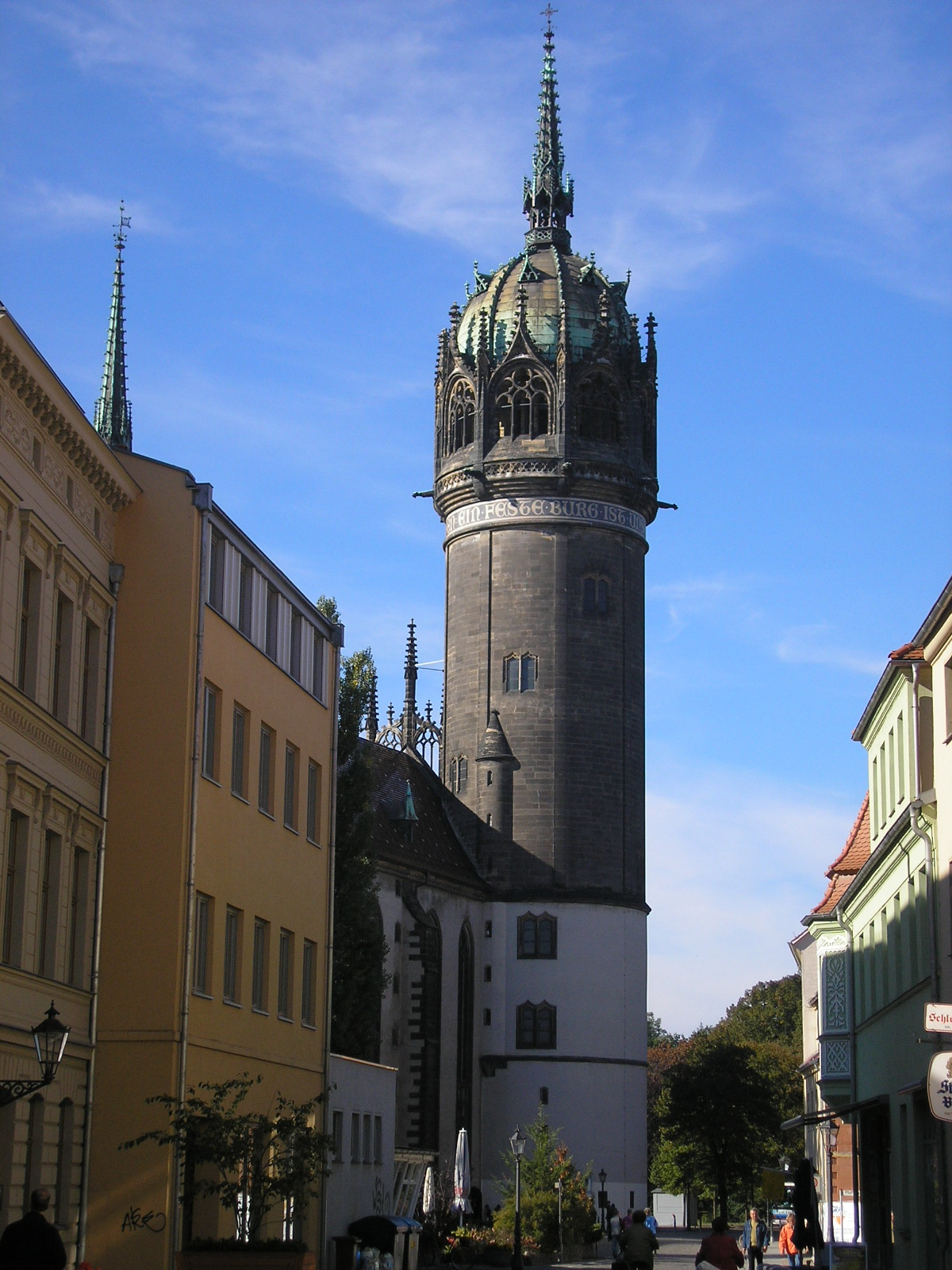
Slottskyrkans torn.

- Vattenledningssystemet med brunnar